# Пляцковский, Михаил Спартакович
Михаи́л Спарта́кович Пляцко́вский (2 ноября 1935, Рыково — 26 января 1991, Москва) — русский советский поэт-песенник, драматург. Автор слов многочисленных шлягеров советской эстрады (в том числе «Увезу тебя я в тундру», «Крыша дома твоего», «Ягода-малина», «Мамины глаза», «Через две зимы») и детских песен.

## Биография
Родился 2 ноября 1935 года в Енакиево (тогда Рыково), в семье Спартака (Соломона) Львовича Пляцковского (1904, Гальбштадт, Мелитопольского уезда — ?) и Анны Борисовны Пляцковской (1907—1991). Рано остался без отца; мать работала на енакиевской конфетной фабрике. После окончания средней школы Михаил поступил на работу в многотиражку «За металл» Енакиевского металлургического завода. В это же время начал публиковать стихи в местной прессе, вёл литературную страничку в газете «Енакиевский рабочий». Некоторое время учился в Луганском педагогическом институте.
В 1960 году переехал в Москву и в том же году перевёлся на очное отделение Литературного института имени А. М. Горького (окончил в 1961 году). Член СП СССР (1973).
Работал в творческом союзе с композиторами М. Г. Фрадкиным, В. Я. Шаинским, С. С. Туликовым, В. Г. Добрыниным, Ю. М. Антоновым, Ю. М. Чичковым, В. Лавриненко и др.
Скончался 26 января 1991 года на 56-м году жизни, в Москве, во время операции по поводу язвы желудка, всего на один день пережив мать, которая скончалась 25 января 1991 года. Похоронен в Москве на Троекуровском кладбище (уч. 2).

## Семья
- Жена (с 1961 года) — Лидия Ивановна Пляцковская[5] (1940—2019), похоронена рядом с мужем[4].
  - Дочь (род. 1963) — Наталья Михайловна Пляцковская (псевдоним — Просторова), журналист и поэт-песенник, автор слов песен «Розовые розы», «Не забывайте друзей», «Кубики», «Холода, холода»; работала в газетах «Советская культура» и «Труд»; живёт в США[6].
- Двоюродный брат — историк Ян Тимофеевич Шварц (род. 1934), профессор новейшей истории Нижегородского государственного технического университета.

## Сочинения

### Популярные песни
Первая профессиональная песня написана с композитором С. А. Заславским «Марш космонавтов». В 1960—1970 годы Михаил Пляцковский становится одним из ведущих поэтов-песенников. На его стихи были написаны следующие популярные песни:
- А я звоню опять (муз. В. Добрынина) — ВИА «Надежда»
- Арена (муз. В. Мигули) — исп. Яак Йоала
- БАМовский вальс (муз. С. Туликова) — исп. ВИА «Самоцветы»
- Берёзовый вечер (муз. С. Туликова) — исп. Валентина Толкунова
- Взлётная полоса (муз. В. Добрынина) — исп. гр. «Земляне»
- Видно, так устроен свет (муз. Д. Тухманова) — исп. Майя Кристалинская
- Возьми гитару (муз. А. Лепина) — исп. Клавдия Шульженко
- Волга в сердце впадает моё (муз. Б. Савельева) — исп. Мария Пахоменко
- Всё равно мы встретимся (муз. А. Бабаджаняна) — исп. Вадим Мулерман
- Говорящая собачка (муз. В. Добрынина) — исп. Ефим Шифрин
- Гололёд (муз. В. Шаинского) — исп. Владимир Макаров
- Город юности моей (муз. С. Туликова) — исп. Валентин Будилин
- Губная гармошка (муз. В. Добрынина) — исп. Сергей Крылов
- Двойка за весну (муз. В. Добрынина) — исп. ВИА «Лейся, песня»
- Девчонка из квартиры 45 (муз. А. Мажукова) — исп. Николай Гнатюк и ВИА «Здравствуй, песня»
- Девчонки, которые ждут (муз. С. Туликова) — исп. Михаил Чуев
- Дедушка играет на гитаре (муз. В. Добрынина) — исп. ВИА «Молодые голоса»
- Десять птичек (муз. В. Добрынина) — исп. Владимир Маркин
- Детства последний звонок (муз. А. Бабаджаняна) — исп. ВИА «Пламя»
- Дорога железная (муз. В. Шаинского) — исп. ВИА «Самоцветы»
- Еду я (муз. А. Эшпая) — исп. Тамара Миансарова
- Если есть любовь (муз. Е. Мартынова) — исп. Евгений Мартынов и Ирина Понаровская
- Есть посёлок такой (муз. В. Шаинского) — исп. Владимир Макаров
- Ещё раз про любовь (муз. М. Фрадкина) — исп. Алла Иошпе и Стахан Рахимов
- Завтра после уроков (муз. В. Добрынина) — исп. ВИА «Красные маки»
- Играет орган (муз. Д. Тухманова) — исп. Валерий Ободзинский
- Именины снега (муз. М. Чуева) — исп. Юрий Антонов
- Ищи меня по карте (муз. М. Фрадкина) — исп. Лев Полосин и Борис Кузнецов
- Кому что нравится (муз. В. Добрынина) — исп. Вячеслав Добрынин
- Конопатая девчонка (муз. Б. Савельева) — исп. ВИА «Лейся, песня»
- Кораблик (муз. И. Романова) — исп. гр. «Земляне»
- Красный конь (муз. М. Фрадкина) — исп. гр. «Земляне», Валентин Дьяконов, Николай Гнатюк
- Кукушка (муз. Н. Богословского) — исп. Алла Пугачёва
- Лада (муз. В. Шаинского) — исп. Вадим Мулерман
- Лайла (муз. Л. Рида[англ.]) — исп. Эмиль Горовец
- Ленинградская баллада (муз. М. Фрадкина) — исп. Эдуард Хиль
- Летка-енка (муз. Р. Лехтинена) — исп. Тамара Миансарова
- Любви начало (муз. С. Туликова) — исп. Ксения Георгиади
- Любимые женщины (муз. С. Туликова) — исп. Лев Лещенко
- Любовь нужна солдату (муз. В. Добрынина) — исп. Михаил Боярский
- Мамины глаза (муз. Е. Мартынова) — исп. Евгений Мартынов
- Милосердье (муз. М. Чуева) — исп. Лариса Кандалова
- Может нас любовь нашла (муз. С. Туликова) — исп. Татьяна Рузавина и Сергей Таюшев
- Мой адрес — море (муз. Б. Савельева) — исп. Эдуард Хиль
- Молодость песней станет (муз. Н. Богословского) — исп. Ксения Георгиади
- Морзянка (муз. М. Фрадкина) — исп. Владимир Трошин
- Мужская дружба (муз. А. Флярковского) — исп. Владимир Трошин
- Над Россией моей (муз. С. Туликова) — исп. Борис Жаворонков
- Крыша дома твоего (муз. Ю. Антонова) — исп. Юрий Антонов и др.
- Надоело (муз. Л. Гарина) — исп. Вадим Мулерман
- Не зря мне люди говорили (муз. С. Туликова) — исп. Валентина Толкунова
- Не повторяется такое никогда (муз. С. Туликова) — исп. ВИА Самоцветы
- Не пойду к тебе мириться (муз. С. Туликова) — исп. Владимир Трошин
- Не разлюби меня (муз. Е. Мартынова) — исп. Людмила Зыкина
- Не рвите цветы (муз. Ю. Антонова) — исп. Юрий Антонов
- Ну чем мы не пара (муз. Е. Крылатова) — исп. Андрей Миронов
- Облако на нитке (муз. В. Добрынина) исп. ВИА «Ариэль» (солист — Борис Каплун)
- Обманщица (муз. В. Добрынина) — исп. Лев Лещенко, ВИА «Поющие сердца»
- О чём шептал мне старый сад (муз. С. Туликова) — исп. Клавдия Ивановна Шульженко
- Обратной дороги нет (муз. Г. Гладкова) — исп. Владимир Макаров
- Одинокая (Одинокая женщина) (муз. В. Добрынина) — исп. Вячеслав Добрынин
- Одноклассники (муз. В. Дмитриева) — исп. ВК Аккорд
- Очередь за счастьем (муз. Е. Птичкина) — исп. Валентина Толкунова, Ольга Остроумова
- Первая ошибка (муз. В. Добрынина) — исп. Вячеслав Добрынин
- Песенка вполголоса (муз. С. Заславского) — исп. Аида Ведищева
- Пехота есть пехота (муз. Н. Богословского) — исп. Владислав Коннов
- Погремушка (муз. В. Добрынина) — исп. Ольга Зарубина
- Последнее письмо (муз. С. Туликова) — исп. ВИА «Лейся, песня», (солист — Владислав Андрианов)
- Приснись (муз. Я. Френкеля) — исп. Инна Таланова
- Причал (муз. В. Добрынина) — исп. ВИА «Пламя»
- Просто не верится (муз. В. Добрынина) — исп. ВИА «Самоцветы»
- Просто показалось (муз. П. Аедоницкого) — исп. Лев Лещенко
- Раз и навсегда (муз. В. Добрынина) — исп. ВИА «Самоцветы»
- Раз на раз не приходится (муз. В. Добрынина) — исп. гр. «Доктор Шлягер» (солист — Алексей Кондаков)
- Разве мы могли подумать (муз. В. Добрынина) — исп. ВИА «Здравствуй, песня» (солистка — Галина Шевелёва)
- Рассвет — чародей (муз. В. Шаинского) — исп. Геннадий Белов, ВИА «Добры молодцы»
- Родные места (муз. Ю. Антонова) — исп. Юрий Антонов
- Ромашковая Русь (муз. Ю. Чичкова) — исп. Екатерина Шаврина
- Рыжая метелица (муз. В. Добрынина) — исп. ВИА «Лейся, песня», Вадим Мулерман
- Синица (муз. Ю. Петерсона) — исп. ВИА «Самоцветы»
- Скажи, зачем нам друг друга терять? — исп. (муз. Н. Богословского) — исп. Олег Анофриев из фильма «Живите в радости».
- Сказки гуляют по свету (муз. Е. Птичкина) исп. Валентина Толкунова
- Слайды (муз. Д. Тухманова) — исп. София Ротару
- Снится солдатам дом родной (муз. Е. Мартынова) — исп. Евгений Мартынов
- Старинное танго (муз. А. Мажукова) — исп. Клара Румянова
- Страна «Перевертундия» (муз. В. Добрынина) — исп. Екатерина Семёнова
- Третий человек (муз. Д. Тухманова) — исп. ВК Аккорд
- Ты, кукушка, брось куковать (муз. Н. Богословского) — исп. Алла Пугачёва
- Ты других не лучше (муз. Е. Птичкина) — исп. Валентин Смирнитский
- Ты сама придумала (муз. В. Добрынина) — исп. ВИА «Надежда» (солист — Леонид Белый)
- У нас на заставе (муз. Н. Богословского) — исп. Михаил Чуев
- У нас своя компания (муз. В. Добрынина) — исп. Е. Семёнова, С. Минаев, С. Крылов, В. Маркин
- Увезу тебя я в тундру (муз. М. Фрадкина) — исп. Кола Бельды, ВИА «Самоцветы»
- Цирк шапито (муз. Е. Птичкина) — исп. ВИА «Пламя»
- Через две зимы (муз. В. Шаинского) — исп. Юрий Богатиков, Араик Бабаджанян
- Что со мной ты сделала (муз. В. Добрынина) — исп. ВИА «Самоцветы»
- Что такое Комсомол (муз. С. Туликова) — исп. Григорий Гаркуша
- Чужая ты (муз. В. Добрынина) — исп. ВИА «Красные маки»
- Школьная любовь (муз. В. Добрынина) — исп. ВИА «Верные друзья»
- Это неправда (муз. В. Добрынина) — исп. Ксения Георгиади
- Я+ты (муз. В. Добрынина) — исп. ВИА «Верные друзья»
- Ябеда (муз. В. Добрынина) — исп. Сергей Минаев
- Ягода-малина (муз. В. Добрынина) — исп. Валентина Легкоступова

#### Детские песни
- «Бабушка Варвара» (муз. Е. Птичкина) — из фильма «Вот моя деревня»[7].
- «В детстве всё бывает» (муз. В. Добрынина) — исп. Родион Газманов и Вячеслав Добрынин
- «Возле моря Чёрного» (муз. Ю. Чичкова)
- «Волшебный цветок» (муз. Ю. Чичкова) — из мультфильма «Шёлковая кисточка» — исп. Клара Румянова
- «Вот, что такое Артек!» (муз. Ю. Чичкова)
- «Всё мы делим пополам» (муз. В. Шаинского) — из музыкальной сказки «Дважды два — четыре», исп. Алла Пугачёва и Эдуард Хиль
- «Всё сбывается на свете» (муз. Е. Крылатова)
- «Всё, что сердцу дорого» (муз. Ю. Чичкова)
- «Дважды два — четыре» (муз. В. Шаинского) — из одноимённой музыкальной сказки
- «Деревенское детство мое» (муз. Е. Птичкина) — из фильма «Вот моя деревня»[7].
- «Детство — это я и ты» (муз. Ю. Чичкова) — исп. БДХ п/у В. Попова, лауреат Песни-82
- «Дом, где наше детство остаётся» (муз. Ю. Чичкова)
- «Дружат дети на планете» (муз. Ю. Чичкова)
- «Зимняя сказка» (муз. Ю. Чичкова) — из мультфильма «Кто придёт на Новый год?»
- «Если добрый ты» (муз. Б. Савельев) — из мультфильма «Приключения кота Леопольда» — исп. Александр Калягин
- «Карусельные лошадки» (муз. Б. Савельева) — исп. Николай Литвинов
- «Лучше папы друга нет» (муз. Б. Савельева) — из кинофильма «Приключения маленького папы» исп. Оля Рождественская
- «Настоящий друг» (муз. Б. Савельева) — из мультфильма «Тимка и Димка»
- «Не волнуйтесь понапрасну» (муз. Е. Крылатова) — из мультфильма «Бюро находок» — исп. Клара Румянова
- «Не дразните собак» (муз. Е. Птичкина) — из телефильма «Голубые сыроежки» — исп. БДХ п/у В. Попова
- «Песня о ремонте» (муз. В. Шаинского)
- «Песня о цирке» (муз. В. Шаинского) — из телефильма «Любимый внук», исп. Олег Попов
- «Песенка о волшебном цветке» (муз. Ю.Чичкова)
- «Пионерами первых зовут» (муз. Ю. Гурьева)
- «Пионеры — пионерия» (муз. В. Шаинского)
- «Пионерская сказка» (муз. В. Шаинского)
- «Подарки» (муз. В. Шаинского) — исп. Олег Попов
- «Праздник детства» (муз. Б. Савельева)
- «Приключения кузнечика Кузи» (сказка-мюзикл в 4-х частях). Музыка Ю. Антонова.
- «Разговор со старой фотографией» (муз. Ю. Чичкова) — из мультфильма «Солдатская лампа»
- «Салют Гайдару» (муз. Е. Крылатова) — из кинофильма «Остаюсь с вами»
- «Светлячок» (муз. А. Лепина)[8]
- «Танцуйте сидя» (муз. Б. Савельева) — из радиопередачи «Радионяня»
- «Ты слышишь, море» (муз. А. Зацепина) — из кинофильма «Свистать всех наверх!»
- «Улыбка» (муз. В. Шаинского) — из мультфильма «Крошка Енот» — исп. Клара Румянова
- «Чему учат в школе» (муз. В. Шаинского) — из музыкальной сказки «Дважды два — четыре» исп. БДХ п/у В. Попова
- «Это называется — природа» (муз. Ю. Чичкова)
- «Птица-музыка» (муз. В. Синенко) — театр песни «Талисман»
- «Хорошо бы!» (муз. В. Синенко)
- «Звёзды в рюкзаках» (муз. В. Синенко) — Большой детский хор
- «Ты на свете лучше всех!» (муз. В. Синенко)

### Поэзия
- 1964 — «Мы с папой — первоклассники». М.
- 1966 — «Дудочка», стихи. М.
- 1966 — «Зелёный дом». М.
- 1966 — «Юля-чистюля». М. В соавторстве с С. К. Бялковским
- 1967 — «Комната смеха», весёлые стихи. М.
- 1968 — «Ищи меня по карте», стихи и песни. М.
- 1969 — «Я на облаке летал», стихи, сказки, песенки, считалки, кричалки, шутки-малютки. М.
- 1972 — «Радуга в руках», стихи. М.
- 1972 — «Ёлка бегает по тундре». М.
- 1975 — «Солнышко на память», сказки. М.
- 1975 — «Ты об этом песню расспроси», стихи. М.
- 1979 — «Дневник Кузнечика Кузи». М.
- 1979 — «Дружба начинается с улыбки», стихи, М.
- 1979 — «Цветок пустыни». М. В соавторстве с Ю. И. Шишмониным
- 1980 — «Утренний вальс», стихи. М.
- 1983 — «Семиструнка», стихи и песни. М.
- 1983 — «Молодость песней станет», стихи. М.

### Либретто
- 1970 — «Станция Заваляйка», детская комическая опера, композитор Бойко, Ростислав Григорьевич

### Драматургия
- «Не бей девчонок!» — музыкальная комедия для детей в 2-х действиях, 4-х картинах с невероятными приключениями, звоном мечей, выстрелами и эпилогом. М., 1968. В соавторстве с Ф. Б. Шапиро.
- «Бабий бунт» — казачья музыкальная комедия в 3-х действиях по мотивам «Донских рассказов» М. А. Шолохова. М., 1975. В соавторстве с К. Васильевым.

### Сказки
- 1975 — «Помощник»
- 1989 — «Счастливый день» — сказки и песни в исполнении Александра Ширвиндта и Михаила Державина на музыку Бориса Фрумкина (грампластинка фирмы «Мелодия»).

## Фильмография

### Сценарий
- 1981 — «Однажды утром»
- 1990 — «Приключения кузнечика Кузи (история первая)»
- 1991 — «Приключения кузнечика Кузи (история вторая)»

### Автор текстов песен
- 1965 — «Фантазёры»
- 1970 — «Обратной дороги нет»
- 1972 — «Вот моя деревня»
- 1973 — «Свистать всех наверх!»
- 1973 — «Шапка-неведимка»
- 1974 — «Крошка Енот»
- 1974 — «Происшествие»
- 1975 — «Охотник за браконьерами»
- 1975 — «Тимка и Димка»
- 1976 — «Переменка № 1»
- 1976 — «Сэмбо»
- 1977 — «Шёлковая кисточка»
- 1978 — «Дима отправляется в путь»
- 1978 — «Живите в радости»
- 1979 — «Приключения маленького папы»
- 1979 — «Салют, Олимпиада!»
- 1980 — «Солдатская сказка»
- 1981 — «Остаюсь с вами»
- 1982 — «Кто придёт на Новый год?»
- 1982—1984 — «Бюро находок»
- 1982 — «День рождения Леопольда»
- 1984 — «Егорка»

## Награды и премии
- премия Ленинского комсомола (1986) — за пионерские песни
- орден «Знак Почёта»